# Фогль, Адольф
Адо́льф Фогль (нем. Adolf Vogl; 4 мая 1910, Вена — 9 апреля 1993, Кристианстад) — австрийский футболист, играл на позиции левого крайнего нападающего. Известен по выступлениям в составе клуба «Адмира», а также национальной сборной Австрии. Четырехкратный чемпион Австрии, двукратный обладатель кубка Австрии.

## Клубная карьера
В первой команде клуба «Адмира» начал играть в сезоне 1928—1929 годов. В первом своем сезоне завоевал «серебро» чемпионата, как и в двух последующих. Хотя в этот период еще не имел стабильного места в основе клуба.
Стабильно заиграл на позиции левого крайнего нападающего в 1931 году и сразу получил вызов в сборную. Адольф идеально сыгрался с лидером «Адмиры» и ее лучшим бомбардиром Антоном Шаллем. Отличался высокой скоростью и элегантной игрой. В 1932 году «Адмира» получила «дубль» — победила и в чемпионате страны, и в кубке. В национальном первенстве клуб на 2 очка опередил «Виенну». Фогль в 22 матчах турнира забил 7 голов. В финале кубка был повержен «Винер АК» со счетом 6:1, а Адольф стал автором одного из голов. В кубке Митропы 1932 года «Адмира» уступила по сумме двух матчей чешской «Славии» (0:3, 1:0).
В 1934 году вместе с командой вновь завоевал титул чемпиона Австрии. Сыграл в сезоне 16 матчей, в которых забил 12 голов. Основная пятерка нападающих клуба в том сезоне выглядела так: Леопольд Фогл — Вильгельм Ганеманн — Карл Штойбер — Антон Шалль — Адольф Фогл. «Адмира» на два очка опередила «Рапид». Эти же команды сошлись в финале национального кубка, в котором клуб одержал разгромную победу со счетом 8:0. На счету Адольфа 2 гола в финале, а вообще в том розыгрыше кубка он в пяти матчах забил девять голов.
Так же в 1934 году «Адмира» добралась до финала кубка Митропы. В первом раунде клуб победил «Наполи» (0:0, 2:2, 5:0), в четвертьфинале — пражскую «Спарту» (4:0, 2:3), в полуфинале туринский «Ювентус» (3:1, 1:2). В финале «Адмира» встретилась эти еще одним итальянским клубом — «Болоньей». В первом матче команде удалось переломить игру и одержать волевую победу со счетом 3:2. В ответном матче «Адмира» уступила со счетом 1:5. Фогль сыграл во всех девяти матчах турнира, и в семи из них забивал голы, среди которых и оба финальных поединка.
В сезоне 1934/35 «Адмира» стала второй в чемпионате, а вот два следующих розыгрыше выиграла. В 1936 году клуб опередил ближайшего преследователя «Виенну» на 5 очков. Фогль забил 14 голов в 19 матчах турнира. В кубке Митропы 1936 года клуб неожиданно вылетел от скромного чешского клуба «Простеёв». В первом матче дома «Адмира» сенсационно проиграла 0:4. В ответной игре они вели 2:0 и 3:1, но в итоге сыграли 3:2, завершив игру вшестером. Венгерский арбитр Гертца удалил в первом тайме одного игрока «Простеёва», а во втором сразу пятерых австрийцев.
В 1937 году борьба с «Аустрией» шла до конца чемпионата. На свою последнюю игру с «Рапидом» «Адмира» вышла с отставанием в 1 очко от конкурента, который уже сыграл все матчи. Ничейный счет 3:3 принес «Адмире» чемпионство по дополнительным показателям. На счету Фогля 14 голов в 21 матче чемпионата. «Аустрия» же взяла реванш в кубке, где победила «Адмиру» в четвертьфинале и впоследствии завоевала трофей. В кубке Митропы 1937 года клуб остановился в четвертьфинале, снова показав себя с не лучшей стороны. Первая игра с итальянской командой «Дженоа» принесла ничью 2:2, но сам матч получился очень грубым с обеих сторон. На пути из Вены в Геную между игроками возникла потасовка, одному из итальянцев сломали челюсть. Начальник полиции Генуи заявил, что не может гарантировать безопасность участников этого матча и матч был отменен. Комитет кубка в итоге решил снять с соревнований обе команды.
Чемпионат 1937/38 годов Фогль начал в составе «Адмиры», но по ходу сезона перешел во французский клуб«Эксельсиор» (Рубе). В 1938 году вернулся в Австрию в команду «Винер АК».

## Выступления за сборную
В составе сборной Австрии дебютировал в поединке со сборной Шотландии, в котором австрийцы удивили всю футбольную Европу разгромной победой со счетом 5:0. Адольф забил один из голов, также отмечались Карл Цишек (дважды), Маттиас Синделар и Антон Шалль. Через девять дней сборная Австрии совершила еще один разгром, на этот раз в Берлине над сборной Германии — 6:0, а Адольф снова отметился забитым голом. Именно после этой игры в немецкой прессе появилось прозвище «Вундертим» (нем. Wunderteam — Чудо-команда), которое надолго закрепилось австрийской сбойной. В течение 1931—1933 годов вундертим выиграл Кубок Центральной Европы, а также одержал много побед в товарищеских матчах. Среди них крупные победы над Германией (5:0), Венгрией (8:2), Бельгией (6:1) и Францией (4:0). Фогль был важной частью этой команды, которая считалась главным фаворитом перед чемпионатом мира 1934 года. Но в заявку своей команды на Мундиаль Адольф не попал, уступив место в основе Рудольфу Фиртлю.
Всего в составе главной команды страны он сыграл в 1931—1936 годах 20 матчей и забил 6 голов.
Также выступал в составе сборной Вены. Дебютировал в международных матчах в 1931 году в поединке против сборной Праги (5:2). В следующем своем матче в 1932 году отметился четырьмя голами в воротах сборной Парижа (5:1). В следующем году снова забил в ворота сборной Парижа (4:1), а еще один матч сыграл в 1935 году против Братиславы (6:2).

## Карьера тренера
Фогль работал тренером во многих малоизвестных клубах Австрии и Германии. В 1950 году вместе с семьей переехал в Швецию. Там продолжил тренерскую карьеру. Работал с клубами «Эльфсборг», «Хельсингборг», «Сельвесборг» и «Мьельбю».

## Статистика

### Статистика клубных выступлений
| Клуб          | Сезон   | Лига  | Лига | Кубок | Кубок | Кубок Митропы | Кубок Митропы | Всего | Всего |
| Клуб          | Сезон   | Матчи | Голы | Матчи | Голы  | Матчи         | Голы          | Матчи | Голы  |
| ------------- | ------- | ----- | ---- | ----- | ----- | ------------- | ------------- | ----- | ----- |
| Адмира (Вена) | 1928/29 | 2     | 3    | 0     | 0     | 0             | 0             | 2     | 3     |
| Адмира (Вена) | 1929/30 | 3     | 0    | 0     | 0     | -             | -             | 3     | 0     |
| Адмира (Вена) | 1930/31 | 9     | 6    | 3     | 2     | -             | -             | 12    | 8     |
| Адмира (Вена) | 1931/32 | 22    | 7    | 5     | 4     | -             | -             | 27    | 11    |
| Адмира (Вена) | 1932/33 | 8     | 2    | 2     | 2     | 2             | 0             | 12    | 4     |
| Адмира (Вена) | 1933/34 | 16    | 12   | 5     | 9     | -             | -             | 21    | 21    |
| Адмира (Вена) | 1934/35 | 22    | 10   | 2     | 2     | 9             | 7             | 33    | 19    |
| Адмира (Вена) | 1935/36 | 19    | 14   | 2     | 0     | 2             | 0             | 23    | 14    |
| Адмира (Вена) | 1936/37 | 21    | 14   | 3     | 1     | 2             | 0             | 26    | 15    |
| Адмира (Вена) | 1937/38 | 5     | 0    | 0     | 0     | 4             | 0             | 9     | 0     |
| Адмира (Вена) | Всего   | 127   | 68   | 22    | 20    | 19            | 7             | 168   | 95    |

## Достижения
- Чемпион Австрии (4): 1932, 1934, 1936, 1937
- Серебряный призер чемпионата Австрии (4): 1929, 1930, 1931, 1935
- Обладатель кубка Австрии (2): 1932, 1934
- Финалист кубка Митропы (1): 1934
- Обладатель кубка Центральной Европы (1): 1931-1932